# 9ª Brigata aerea ISTAR-EW
La 9ª Brigata aerea ISTAR-EW (Intelligence, Surveillance, Target Acquisition and Reconnaissance - Electronic Warfare) è una grande unità dell'Aeronautica Militare, costituita il 1º dicembre 2013. Dipende direttamente dal Comando della squadra aerea.
Il suo compito è quello di racchiudere e gestire reparti della forza armata preesistenti, per un coordinamento in ambito addestrativo, esercitativo ed operativo nei settori EW, guerra elettronica, e "Istar", raccolta ed elaborazione dati e ricerca tecnico-scientifica per l'intelligence. 
Utilizza anche strumenti meteorologici, in collaborazione con il Servizio METEOAM. Ha sede presso l'aeroporto militare "Mario de Bernardi" di Pratica di Mare.

## Storia
Raccoglie le tradizioni della 9ª Brigata aerea "Leone", operativa tra il 1999 e il 2006.
La 9ª Brigata aerea "Leone" nasce il 5 settembre 1940 a Maraua (oggi municipalità di Gebel el-Achdar) 65 km a sud di Beda Littoria formata dal 14º Stormo e dal 15º Stormo bombardamento terrestre.
Il 1º novembre diventa operativa con gli S.M.79 del 16° e 41º Stormo bombardamento terrestre (il 41° sostituisce il 14°). 
Il 31 marzo 1941 la Brigata torna in Italia, viene chiusa e diventa Comando bombardamento Leone di Padova.
Il 25 maggio successivo rinasce la Brigata sull'aeroporto di Ferrara-San Luca con i Caproni Ca.313 agli ordini del generale Attilio Biseo che in giugno cede il comando al colonnello Enrico Pezzi.
Il 14 febbraio 1942 viene sciolta diventando Comando intercettori Leone di Padova.
La 9ª Brigata aerea ISTAR-EW, costituita il 1º dicembre 2013, è operativa presso l'aeroporto di Pratica di Mare da fine novembre 2014.

## Operatività
Per l'Aeronautica Militare, la necessità di dotarsi di assetti ISTAR e di Electronic Warfare nasce dall'esigenza di raccogliere, elaborare, utilizzare e distribuire nel modo più tempestivo possibile una serie di informazioni indispensabili per mantenere efficiente ogni componente della forza armata, anche a supporto della componente interforze.
Tali informazioni provengono da fonti molto diverse, tali da richiedere professionalità specifiche:
- dagli 84 teleposti meteo presidiati e dai 110 Data Collection Platform (DCP, stazioni automatiche) che forniscono l'insieme delle rilevazioni a terra destinate al Servizio meteorologico dell'Aeronautica Militare.
- da operazioni giornaliere di ricognizione elettronica e HUMINT del personale Meteomont addestrato ad operare su territori locali difficili e montani e innevati
- da operazioni di SIGINT (Signal Intelligence), col monitoraggio delle frequenze radio e dei sistemi satellitari di comunicazione e osservazione;[4]
- da operazioni di ricognizione aerea (con o senza pilota, in collaborazione col 32º Stormo)[5] e pattugliamento marittimo (in precedenza grazie agli Breguet Br 1150 Atlantic e attualmente con gli ATR72MP del 41º Stormo);
- dal controllo dello spazio aereo, con assetti civili e militari;
- dagli studi di geotopografia aeronautica, necessari per il buon funzionamento delle rotte aeree anche grazie alle misurazioni dirette del territorio;

## Organizzazione
Dalla 9ª Brigata aerea ISTAR-EW dipendono i seguenti reparti:
- il Reparto supporto tecnico operativo guerra elettronica (ReSTOGE) di Pratica di Mare;
- il Centro informazioni geotopografiche aeronautiche (CIGA) di Pratica di Mare;
- il Centro nazionale meteorologia e climatologia aerospaziale (CNMCA) di Pratica di Mare.

## Comandanti
- generale di brigata aerea Sandro Sampaoli (26 novembre 2012 - 17 giugno 2015)[6]
- generale di brigata aerea Paolo Cuppone (17 giugno 2015- settembre 2016)[7]
- colonnello pilota Francesco Tinagli (settembre 2016 - 18 ottobre 2016)
- generale di brigata aerea Roberto Preo  (dal 18 ottobre 2016)[8]
- generale di brigata aerea Danilo Morando (dal 9 Settembre 2022)